# Albert Reverdin
Pour les articles homonymes, voir Reverdin.
Albert Reverdin (1881-1929), est un médecin chirurgien genevois.

## Biographie

### Famille
Albert Reverdin est le fils d'Auguste Reverdin et neveu de Jaques-Louis Reverdin.

### Formation
Il étudie auprès de César Roux à l'hôpital de Lausanne, où il passe son doctorat en 1912.

### Carrière médicale
Il sert comme médecin pour l'ambulance Vaud-Genève créée par la Croix-Rouge durant la guerre gréco-turque (1912-1913), période où il est devenu intime de la princesse Marie Bonaparte. Pendant la Première Guerre mondiale, il dirige le service de chirurgie de l'hôpital militaire de Bourg-en-Bresse et y côtoie Marie Long-Landry.

## Publications
- Sur la dilatation bronchique, Paris, Masson 1926.
- La Nidrose, Paris Masson, 1928.